# Gavin Newsom
Gavin Christopher Newsom (São Francisco, 10 de outubro de 1967) é um político e empresário dos Estados Unidos, atual governador da Califórnia. Serviu como vice-governador de Jerry Brown por oito anos (2011 a 2019). Anteriormente, ele foi o 42º prefeito de São Francisco, eleito em 2003 para suceder Willie Brown, tornando-se o mais jovem prefeito de São Francisco em cem anos.
Newsom estudou na Redwood High School, em Larkspur e depois se formou pela Universidade de Santa Clara. Após sua graduação, ele fundou uma empresa de armazenamento de vinho chamada PlumpJack, com seu amigo Gordon Getty como um investidor. O Grupo PlumpJack cresceu para englobar vinte e três empresas, incluindo vinícolas, restaurantes e hotéis. Newsom começou sua carreira política em 1996, quando o prefeito de São Francisco, Willie Brown, o apontou como chefe da Comissão de Estacionamento e Tráfego. Brown apontou então Newsom para uma vaga no Conselho de Supervisores no ano seguinte, com ele sendo eleito para este conselho no voto popular em 1998, 2000 e 2002.
Em 2003, aos 36 anos de idade, Newsom foi eleito como Prefeito de São Francisco, tornando-se o mais jovem prefeito da cidade em um século. Ele foi reeleito em 2007 com 72% dos votos. Newsom foi então eleito vice-governador da Califórnia em 2010 e reeleito em 2014. Em 2018, ele se candidatou a governador da Califórnia, sendo facilmente eleito. Newsom enfrentou críticas por causa da sua reação a pandemia de COVID-19 na Califórnia, o tempo e o escopo das restrições impostas e a lenta distribuições de vacinas. Como consequência, ele enfrentou um recall em 2021 que buscou remove-lo do cargo, mas a tentativa fracassou e Newsom prosseguiu como governador. Em novembro de 2022, Newsom foi reeleito com facilidade para um segundo mandato como governador.
Newsom é uma das principais figuras progressistas dos Estados Unidos, sendo defensor de longa data de ideais como casamento entre pessoas do mesmo sexo, saúde universal, controle de armas e legalização da cannabis.